# Senta Trömel-Plötz
Senta Trömel-Plötz (* 26. Februar 1939 in München) ist eine deutsche Sprachwissenschaftlerin. Gemeinsam mit Luise F. Pusch begründete sie die feministische Linguistik in Deutschland.

## Leben
Senta Trömel-Plötz studierte Linguistik in den USA. Mit der Arbeit Simple copula structures in English wurde sie an der University of Pennsylvania promoviert. Es folgte die Habilitation. Von 1980 bis 1984 war sie Professorin am Fachbereich Sprachwissenschaft der Universität Konstanz. Die Professur wurde nicht in einen regulären Lehrstuhl umgewandelt. Trömel-Plötz führte dies darauf zurück, dass sie aus politischen Gründen keine Professur in feministischer Linguistik in Deutschland bekommen habe. In den USA gebe es viel mehr Offenheit für feministische Themen. Seither arbeitet sie als freie Linguistin und Autorin und hat zahlreiche Veröffentlichungen auf dem Gebiet der formalen Linguistik, Psycholinguistik und feministischen Linguistik veröffentlicht.
Als wegweisend für die Herausbildung einer feministischen Sprachwissenschaft im deutschsprachigen Raum gilt ihr soziolinguistischer Text Linguistik und Frauensprache, der erstmals 1978 in der Fachzeitschrift Linguistische Berichte veröffentlicht wurde. Mit diesem Aufsatz wurde „zum ersten Mal eine problematische Verquickung von grammatikalischem und biologischem Geschlecht“ nahegelegt. Trömel-Plötz „leitete damit die Debatte um das vermeintlich geschlechtsneutrale generische Maskulinum [...] ein und kritisierte, dass diese Form eben nicht geschlechtsneutral wirke [...], sondern Frauen gedanklich auslösche.“
Trömel-Plötz lebt heute in Pennsylvania. Sie hält regelmäßig Lesungen und Vorträge in Europa.

## Schriften (Auswahl)
- Simple copula structures in English, Athenäum Verlag, Frankfurt/M. 1972
- Operationen in der Linguistik, Forschungsberichte des Instituts für Kommunikationsforschung und Phonetik der Universität Bonn, Bd. 37, Buske Verlag, Hamburg 1971
- Hrsg.: Transformationelle Analyse: die Transformationstheorie von Zellig Harris und ihre Entwicklung = Transformational analysis, Athenäum Verlag, Frankfurt am Main 1972
- Linguistik und Frauensprache. In: Heinz Sieburg (Hrsg.): Sprache – Genus/Sexus (Reihe: Dokumentation Germanistischer Forschung – Band 3), Peter Lang Verlag, Frankfurt/M., Berlin, Bern, New York, Paris, Wie 1997, ISBN 978-3-631-32494-3, S. 235–257 (Erstveröffentlichung 1978 in Linguistische Berichte)
- Mit Luise Pusch: Sprache, Geschlecht und Macht, Vieweg Verlag, Wiesbaden 1980
- Frauensprache: Sprache der Veränderung, Frankfurt am Main 1982 (aktuell unter ISBN 978-3-88104-378-6 oder ISBN 3-88104-378-0)
- Hrsg.: Gewalt durch Sprache. Die Vergewaltigung von Frauen in Gesprächen, Frankfurt am Main 1984 (ISBN 3-596-23745-9). 2005 mit einem aktualisierten Vorwort der Herausgeberin, Milena Verlag, ISBN 3-85286-120-9
- Vatersprache – Mutterland. Beobachtungen zu Frauen und Politik, München 1992 (ISBN 3-88104-219-9)[8]
- Frauengespräche: Sprache der Verständigung, Frankfurt am Main 1996 (ISBN 3-596-13161-8)
- Mileva Einstein-Maric: Eine Annäherung. Wortstück, 2005
- Sprache: Von Frauensprache zu frauengerechter Sprache. In: Ruth Becker, Beate Kortendiek (Hrsg.): Handbuch Frauen- und Geschlechterforschung. Theorie, Methoden, Empirie, VS Verlag für Sozialwissenschaften, Wiesbaden 2008, ISBN 978-3-531-16154-9 (Springer Link)